# Lac du Ballon
Het Lac du Ballon is een stuwmeer in de Franse gemeente Lautenbachzell in het gebergte de Vogezen aan de voet van de Grand Ballon. Het meer is aangelegd onder leiding van Sébastien Le Prestre de Vauban in 1669 door middel van een stuwdam.